# Cratere Shioli
Shioli è un piccolo cratere lunare di 0,27 km di diametro situato nella parte sud-orientale della faccia visibile della Luna.